# Ignacio Escolar
Ignacio Escolar García (Burgos, 20 de desembre de 1975), també conegut com a Nacho Escolar, és un bloguer, comunicador i analista polític espanyol, que dirigeix el diari digital eldiario.es. Va ser fundador i el primer director del diari Público. És fill del periodista Arsenio Escolar, director de 20 minutos.

## Biografia
Va començar la seva carrera periodística el 1995, col·laborant en diaris com Cinco Días o El Mundo i revistes com Muy Interesante, Rolling Stone, GEO o Quo. El 1999 es va incorporar als informatius de Telecinco com a responsable d'una secció d'Internet: «El Navegante», que s'emetia diàriament a l'informatiu nocturn. El 2004 va treballar com a consultor de premsa a Mèxic i Equador. De tornada a Espanya, va ser nomenat coordinador del web d'Informativos Telecinco. Va deixar el lloc per esdevenir director adjunt de La Voz de Almería, Cadena SER Almería i Localia Almería, gràcies al que esdevindria tertulià dels programes La ventana i Hoy por hoy de la Cadena SER. Va tornar a Madrid per ser el primer director del rotatiu Público, que va dirigir des de la seva fundació, el setembre de 2007, fins a la seva destitució, el 13 de gener de 2009. Des d'aquesta data fins al març de 2012 va ser columnista del mateix diari i, llavors, va desvincular-se per fundar la capçalera digital eldiario.es.
També ha participat en tertúlies polítiques d'altres cadenes, com Telecinco, Antena 3, Veo Televisión i a diversos programes de Televisió Espanyola, com Los desayunos de TVE, La noche en 24 horas o 59 segundos (2007 – 2012). Va ser col·laborador habitual d'Hoy por hoy de la Cadena SER fins que va ser acomiadat l'abril de 2016 a través d'una ordre directa de Juan Luis Cebrián. La causa va ser que eldiario.es es va fer ressò de la vinculació del president executiu del grup PRISA amb els papers de Panamà, i va ser un dels mitjans, juntament amb El Confidencial i La Sexta, contra els quals Cebrián va decidir prendre accions legals. Té un contracte d'exclusivitat amb La Sexta, on col·labora als principals programes: Al rojo vivo (2015-actualitat), Más vale tarde i La Sexta Noche (2015-actualitat).
Com a bloguer, va començar el seu camí el 2001 editant spanishpop.net, una pàgina dedicada a l'indie pop que es va mantenir activa fins al 2006. El 2003 va iniciar Escolar.net, un blog destinat inicialment a l'actualitat d'Internet, però que més tard se centraria en l'actualitat política. El seu blog va ser guardonat el 2008 i el 2009 amb el premi al millor blog de política, dins dels premis del portal Bitacoras.com.
Ignacio Escolar és també músic d'estil alternatiu. Va formar part del grup d'indie pop Meteosat, i també va gravar diverses cançons de música electrònica sota el nom de Decodek, disponibles sota llicència lliure.
L'any 2018 fou guardonat amb el Premi Gabriel García Márquez de Periodisme com a «impulsor de projectes periodístics en la redefinició del periodisme polític en l'era digital».

## Obra publicada
Juntament amb el seu pare, el periodista Arsenio Escolar, va publicar el setembre de 2010 l'assaig La nación inventada (Península), on repassen la història medieval de Castella i l'origen dels seus mites fundacionals. També és autor de la novel·la curta 31 noches (Suma de Letras, 2012), que es va publicar per lliuraments al diari Público l'estiu de 2009. També és coautor de Reacciona (Aguilar, 2011), autor de La crisis en 100 apuntes (Debate, 2012) i El justiciero cruel (Península, 2012), aquest últim també escrit amb Arsenio Escolar.